# Приболовичи
Приболовичи (бел. Прыбалавічы) — деревня в Милошевичском сельсовете Лельчицкого района Гомельской области Беларуси.
На западе Букчанский биологический клюквенный заказник. Вокруг урочища Пники, Пустая Гора, Марухно, Кулатин, Ковбов Пень, Верховское.

## География

### Расположение
В 47 км на юго-запад от Лельчиц, 84 км от железнодорожной станции Мозырь (на линии Калинковичи — Овруч), 262 км от Гомеля.

### Гидрография
Вокруг деревни сеть мелиоративных каналов, соединённых с рекой Уборть (приток реки Припять).

## Транспортная сеть
Транспортные связи по местной, затем автомобильной дороге Глушковичи — Лельчицы. Планировка состоит из 4 частей: южной (дугообразная улица, ориентированная с юго-запада на северо-восток), северной (к дугообразной меридиональной улицы присоединяются 2 небольших переулка), западной (к короткой зигзагообразной улице с запада присоединяются 2 прямолинейные короткие улицы) и заречной (короткая прямолинейная меридиональная улица отделена каналом от остальных частей деревни). Застройка преимущественно деревянная, двусторонняя, усадебного типа.

## История
Согласно письменным источникам известна с XVI века как селение в Трокском воеводстве, с 1565 года в Пинском повете Брестского воеводства Великого княжества Литовского, шляхетская собственность. В 1794 году в центре деревни построена деревянная церковь. В XIX веке к её основному объёму пристроена двухъярусная колокольня с шатровым верхом (памятник деревянного зодчества).
После 2-го раздела Речи Посполитой (1793 год) в составе Российской империи. Согласно ревизских материалов 1834 года в составе Туровского казённого поместья. Согласно переписи 1897 года в Тонежской волости Мозырского уезда Минской губернии.
В 1931 году жители вступили в колхоз, работала кузница. Во время Великой Отечественной войны в декабре 1942 года оккупанты сожгли деревню и убили 52 жителей. Согласно переписи 1959 года центр колхоза «Дружба». Расположены лесничество, средняя школа, Дом культуры, библиотека, фельдшерско-акушерский пункт, детские ясли-сад, отделение связи, 3 магазина.

## Население

### Численность
- 2004 год — 349 хозяйств, 961 житель.

### Динамика
- 1811 год — 32 двора.
- 1816 год — 141 житель.
- 1834 год — 156 жителей.
- 1885 год — 38 дворов 203 жителя.
- 1897 год — 64 двора, 366 жителей (согласно переписи).
- 1925 год — 131 двор.
- 1940 год — 250 дворов 1030 жителей.
- 1959 год — 1025 жителей (согласно переписи).
- 2004 год — 349 хозяйств, 961 житель.